# さらば復讐の狼たちよ
『さらば復讐の狼たちよ』（さらばふくしゅうのおおかみたちよ、原題：譲子弾飛）は、2010年の中国映画。
監督・主演はチアン・ウェン。出演はグォ・ヨウ、チョウ・ユンファ、カリーナ・ラウ、チェン・クン、フー・ジュン、チョウ・ユンなど。
作中に登場する中国革命史をなぞるような描写の数々が中国社会を風刺していると話題になり、公開当時、中国映画歴代興行収入No.1となった。

## ストーリー
1920年、軍閥が割拠する乱世の中華民国。金で県知事の地位を買った詐欺師のマー（馬邦徳）は赴任先の地方都市・鵝城（がじょう）へと向かう途中で、指名手配の“アバタのチャン”（張麻子）率いる7人の覆面ギャング集団に襲われる。マーは自らの命を守るために県知事の書記になりすまし、チャンに「鵝城の県知事になれば金儲けできる」と県知事になりすますことを促して、彼らは鵝城に到着する。だが、その街はすでに独裁地主ホアン（黄四郎）に牛耳られていた。ホアンの横暴ぶりは悪党のチャンたちでさえ許せぬほどであり、両者の対立は深まっていった。そしてチャンの舎弟が自害を強いられたことで、ついに両者は全面対決になだれこむ。

## キャスト
- チアン・ウェン - アバタのチャン
- グォ・ヨウ - マー
- チョウ・ユンファ - ホアン
- カリーナ・ラウ - マーの夫人
- チョウ・ユン - ホアジエ
- チェン・クン - フー
- チアン・ウー - ウー
- フー・ジュン - 偽のアバタのチャン
- リャオ・ファン - 三弟
- チャン・モー - 六弟
- ミャオ・プウ - マーの妻
- マー・クー - 八歳
- 姚橹 - 胡千
- シャオ・ピン - 二弟
- 杜奕衡 - 四弟
- ウェイ・シャオ - 七弟
- フォン・シャオガン - 書記
- 白冰
- 李静 - 五弟
- 紺野千春

## スタッフ
- 監督：チアン・ウェン
- 撮影：チャオ・フェイ
- 造形設計：ウィリアム・チャン（張叔平）
- 音楽：久石譲、シュウ・ナン
- 原作：マー・シートゥー（馬識途）（短編集『夜譚十記』の中の「盗官記」）
- 脚本：チョウ・スーチン、シュー・ピン、チアン・ウェン、グォ・ジュンリ、ウェイ・シャオ、リー・ブコン
- アクション設計：ニッキー・リー（李忠志）、薛春煒
- 製作総指揮：アルバート・ヤン、ハン・サンピン、マー・クー
- 製作：マー・クー、アルバート・リー、イン・ホンボー、ハービー・ツン、チャオ・ハイチョン

## 主な受賞
| 第5回アジア・フィルム・アワード                 |                                                                                              |            |
| 最優秀作品賞                                    |                                                                                              | ノミネート |
| 最優秀監督賞                                    | チアン・ウェン                                                                               | ノミネート |
| 最優秀男優賞                                    | チョウ・ユンファ                                                                             | ノミネート |
| 最優秀助演女優賞                                | カリーナ・ラウ                                                                               | ノミネート |
| 最優秀脚色賞                                    | チアン・ウェン                                                                               | ノミネート |
| 最優秀衣裳デザイン賞                            | ウィリアム・チャン                                                                           | 受賞       |
| 第5回アジア・パシフィック・スクリーン・アワード |                                                                                              |            |
| 最優秀映画賞                                    |                                                                                              | ノミネート |
| 最優秀監督賞                                    | チアン・ウェン                                                                               | ノミネート |
| 2011年金馬奨                                    |                                                                                              |            |
| 最優秀映画賞                                    |                                                                                              | ノミネート |
| 最優秀監督賞                                    | チアン・ウェン                                                                               | ノミネート |
| 最優秀男優賞                                    | グォ・ヨウ                                                                                   | ノミネート |
| 最優秀助演女優賞                                | カリーナ・ラウ                                                                               | ノミネート |
| 最優秀脚色賞                                    | チョウ・スーチン、シュー・ピン、チアン・ウェン、グォ・ジュンリ、ウェイ・シャオ、リー・ブコン | 受賞       |
| 最優秀撮影賞                                    | チャオ・フェイ                                                                               | 受賞       |
| 最優秀視覚効果賞                                | 黄宏達、謝伊文                                                                               | ノミネート |
| 最優秀メイクアップ・衣裳デザイン賞              | ウィリアム・チャン                                                                           | ノミネート |
| 最優秀音響効果賞                                | 温波、王鋼                                                                                   | ノミネート |
| 第31回香港電影金像奨                            |                                                                                              |            |
| 最優秀映画賞                                    | マー・クー、アルバート・リー、イン・ホンボー、ハービー・ツン、チャオ・ハイチョン             | ノミネート |
| 最優秀監督賞                                    | チアン・ウェン                                                                               | ノミネート |
| 最優秀脚色賞                                    | チョウ・スーチン、シュー・ピン、チアン・ウェン、グォ・ジュンリ、ウェイ・シャオ、リー・ブコン | ノミネート |
| 最優秀男優賞                                    | チアン・ウェン                                                                               | ノミネート |
| 最優秀男優賞                                    | グォ・ヨウ                                                                                   | ノミネート |
| 最優秀助演女優賞                                | カリーナ・ラウ                                                                               | ノミネート |
| 最優秀撮影賞                                    | チャオ・フェイ                                                                               | ノミネート |
| 最優秀編集賞                                    | チアン・ウェン、曹偉傑                                                                       | ノミネート |
| 最優秀美術賞                                    | 黄家能、于慶華、高亦光                                                                       | ノミネート |
| 最優秀メイクアップ・衣裳デザイン賞              | ウィリアム・チャン                                                                           | 受賞       |
| 最優秀アクション設計賞                          | 薛春煒、李忠志                                                                               | ノミネート |
| 最優秀音響効果賞                                | 温波、王鋼                                                                                   | ノミネート |
| 最優秀視覚効果賞                                | 黄宏達、謝伊文                                                                               | ノミネート |
| 第18回香港電影評論学会大奨                      |                                                                                              |            |
| 最優秀監督賞                                    | チアン・ウェン                                                                               | 受賞       |